# Laurac (Ardecha)
Laurac-en-Vivarais és un municipi francès situat al departament de l'Ardecha i a la regió d'Alvèrnia-Roine-Alps. L'any 2007 tenia 888 habitants.

## Demografia

### Població
El 2007 la població de fet de Laurac-en-Vivarais era de 888 persones. Hi havia 396 famílies de les quals 140 eren unipersonals (52 homes vivint sols i 88 dones vivint soles), 140 parelles sense fills, 92 parelles amb fills i 24 famílies monoparentals amb fills.
La població ha evolucionat segons el següent gràfic:
Habitants censats

### Habitatges
El 2007 hi havia 598 habitatges, 400 eren l'habitatge principal de la família, 139 eren segones residències i 59 estaven desocupats. 512 eren cases i 83 eren apartaments. Dels 400 habitatges principals, 269 estaven ocupats pels seus propietaris, 111 estaven llogats i ocupats pels llogaters i 21 estaven cedits a títol gratuït; 5 tenien una cambra, 28 en tenien dues, 78 en tenien tres, 119 en tenien quatre i 171 en tenien cinc o més. 290 habitatges disposaven pel capbaix d'una plaça de pàrquing. A 215 habitatges hi havia un automòbil i a 148 n'hi havia dos o més.

### Piràmide de població
La piràmide de població per edats i sexe el 2009 era:
| Homes | Edats   | Dones |
| ----- | ------- | ----- |
| 0     | 95 o +  | 4     |
| 8     | 90 a 94 | 4     |
| 8     | 85 a 89 | 16    |
| 4     | 80 a 84 | 8     |
| 32    | 75 a 79 | 32    |
| 32    | 70 a 74 | 32    |
| 28    | 65 a 69 | 36    |
| 24    | 60 a 64 | 32    |
| 16    | 55 a 59 | 20    |
| 24    | 50 a 54 | 36    |
| 16    | 45 a 49 | 12    |
| 36    | 40 a 44 | 32    |
| 24    | 35 a 39 | 16    |
| 20    | 30 a 34 | 16    |
| 28    | 25 a 29 | 28    |
| 24    | 20 a 24 | 8     |
| 8     | 15 a 19 | 20    |
| 32    | 10 a 14 | 12    |
| 16    | 5 a 9   | 24    |
| 20    | 0 a 4   | 16    |

## Economia
El 2007 la població en edat de treballar era de 496 persones, 357 eren actives i 139 eren inactives. De les 357 persones actives 325 estaven ocupades (168 homes i 157 dones) i 32 estaven aturades (14 homes i 18 dones). De les 139 persones inactives 63 estaven jubilades, 33 estaven estudiant i 43 estaven classificades com a «altres inactius».

### Ingressos
El 2009 a Laurac-en-Vivarais hi havia 391 unitats fiscals que integraven 880 persones, la mediana anual d'ingressos fiscals per persona era de 15.507 €.

### Activitats econòmiques
Dels 37 establiments que hi havia el 2007, 1 era d'una empresa alimentària, 10 d'empreses de construcció, 15 d'empreses de comerç i reparació d'automòbils, 1 d'una empresa de transport, 4 d'empreses d'hostatgeria i restauració, 1 d'una empresa de serveis, 2 d'entitats de l'administració pública i 3 d'empreses classificades com a «altres activitats de serveis».
Dels 11 establiments de servei als particulars que hi havia el 2009, 1 era un taller de reparació d'automòbils i de material agrícola, 2 paletes, 1 guixaire pintor, 1 fusteria, 2 electricistes, 2 perruqueries i 2 restaurants.
Dels 5 establiments comercials que hi havia el 2009, 2 eren botiges de menys de 120 m², 1 una botiga de menys de 120 m² i 2 carnisseries.
L'any 2000 a Laurac-en-Vivarais hi havia 33 explotacions agrícoles que ocupaven un total de 323 hectàrees.

## Equipaments sanitaris i escolars
L'únic equipament sanitari que hi havia el 2009 era una farmàcia.
El 2009 hi havia 2 escoles elementals.

## Poblacions més properes
El següent diagrama mostra les poblacions més properes.